# 노다메 칸타빌레 (드라마)
《노다메 칸타빌레》(일본어: のだめカンタービレ)는 일본 드라마 중 유일무이하게, 클래식 음악을 소재로 한 니노미야 도모코의 만화 '노다메 칸타빌레'를 원작으로 극화하여 2006년 10월부터 12월까지 방송 된 일본 후지 TV의 텔레비전 드라마이다. 2008년 1월에는 《노다메 칸타빌레 신춘 스페셜 in 유럽》이라는 제목으로 특별편이 방송되었다. 그 후, 텔레비전 드라마의 속편으로 2009년부터 다음 해 2010년까지 영화 《노다메 칸타빌레 최종악장》이 두 편으로 제작해, 개봉되었다. 원작은 고단샤의 여성 만화 잡지인 「키스」에서 2001년부터 2009년까지 연재했다.

## 개요
- 연속 드라마 "노다메 칸타빌레" (전 11회)

2006년 10월 16일부터 12월 25일까지 매주 월요일 21:00 - 21:54에 후지 TV를 비롯한, 간사이 TV(이하 KTV - 긴키 광역권), 도카이 TV(이하 THK - 주쿄 광역권), TV 니시닛폰(이하 TNC) 등 26개 FNN 지역 민방 네트워크를 통해서 전국적으로 일제히 송출되었다. 제1화와 최종회는 15분 확대 10:09까지 방송. 주연 우에노 주리와 타마키 히로시는 본작이 게츠쿠 드라마 첫 주연이다. 드라마와 스페셜판은 원작 만화의 단행본 9권까지의 내용으로 구성되어 있다.
- 스페셜 드라마 "노다메 칸타빌레 신춘 스페셜 in 유럽" (전 2회)

본작의 1년 후를 그린 파리를 무대로 한 스페셜 드라마로, 2008년 1월 4일과 5일에 후지 TV 계열에서 2밤 연속으로 방송되었다. 거기에 따라 후지 테레비를 비롯한 전국 각 지역별 FNS 28개 방송국중 17개 방송국에서 방송 직전에 원래 드라마 11편을 모두 재방송하였다.
- 극장판 "노다메 칸타빌레 최종악장" (전 2편)

2009년부터 2010년에 본작의 속편으로 영화가 전후편의 2부작으로 개봉되었다.

### 소개
이 드라마는 원작 만화의 제1권부터 제9권까지(이른바 '일본편'이라 한다.)의 내용을 기본으로 하고 있다(후에 제작, 방송된 애니메이션판에서와 같다.).
드라마의 연주 장면을 리얼하게 보이기 위해 배우들은 모두 담당 악기를 배우고 있다. 사운드 트랙의 연주를 하기 위해 「노다메 칸타빌레」가 공모, 결성되었다(모두, A오케스트라, S오케스트라, R☆S오케스트라의 멤버로 엑스트라 출연하고 있다.). 노다메 칸타빌레의 사운드 트랙 음원에는 도쿄 도 교향 악단 등이 협력하고 있다.
2006년 12월에는 이 드라마의 스토리를 기본으로 해 소설화되어 고단샤에서 발매되었다(「소설 노다메 칸타빌레」, ISBN 4-06-213768-2)
후지 테레비에서의 드라마화에 이어서, 2007년 1월 11일부터 6월 28일까지 목요일에 전부 23편으로 애니메이션판도 방영되었다.
작품속의 연기를 인정받아, 2007년 에란도르상의 신인상에 주연의 우에노 주리와 타마키 히로시가 선정되었으며, 특별상에는 드라마 제작팀 프로듀서가 선정되었다. 그 밖에도 제51회 텔레비전·드라마 아카데미상의 최우수 작품상, 주연 여배우상(우에노 주리), 음악상(다케우치 히데키), 감독상(다케우치 히데키), 타이틀 백상, 특별상 등을 획득했다. 또, 월간 TVnavi에서 드라마 오브 더 이어 2006(Drama of the year 2006) 최우수 작품상을 수상했다.

## 등장인물
노다메 칸타빌레에서 등장하는 인물은 다음과 같다.

### 주인공
- 노다 메구미 - 우에노 주리 (어린 시절: 모리사코 에이)

본작의 주인공. 모모가오카 음악 대학 피아노과의 3학년이다. 애칭은 '노다메'. 모두로부터 「변태」라고 놀림 받는다. 목욕은 일주일에 한번, 샴푸는 3일에 한번, 방은 마음대로 어지럽혀져 있다. 또 친구의 도시락을 마음대로 훔쳐 먹는 괴짜이다. 그러나, 한번 음악을 듣는 것만으로 아무리 어려운 곡도 즉시 연주해 내는 천재적인 재능을 가지고 있다.
하지만, 악보를 읽지 않고 쳐 작곡가의 의도를 이해하지 못하고 곧잘 곡이 엉망이 되는 일이 많다. 평소에는 표준어를 쓰지만, 흥분을 했을 때는 자기 고향(규슈 후쿠오카현)의 사투리가 나온다. 장래의 꿈은 유치원 선생님과 '치아키의 신부'가 되는 것이다.
원래는 낙오생 담당 전문 교수인 타니오카 교수의 아래에 있었지만, 사소한 일로 만난 치아키 신이치와의 만남으로 점차 재능을 개발시키게 된다. 인기 애니메이션 '프리고로타'의 열광적인 팬이다. 슈트레제만으로부터 지명을 당해 S오케스트라의 마스코트 걸을 하게 된다. 결국, 재능을 알아보게 된 에토 교수에 의해 '마라도나 피아노 콩쿨'에 출장하지만 우승을 놓치게 된다. 그 후 고향으로 돌아가지만, 치아키의 영향으로 파리 유학을 결심하게 된다.
- 치아키 신이치: 타마키 히로시 (어린 시절: 후지타 레오)

본작의 또 다른 주인공. 극중의 에필로그는 치아키의 어린시절로 시작이 된다. 자기 중심적인 프라이드가 높고, 냉담하게 보인다. 아버지는 일류 피아니스트인 치아키 마사유키이며 어머니는 부유한 사업가이다. 해외 태생이기 때문에 영어와 독일어, 프랑스어를 완벽하게 마스터 했으며, 피아노와 바이올린을 굉장히 잘 연주한다. 외모와 실력을 모두 겸비한 남자이다.
음대에서는 '치아키님'이라고 불리는 왕자적 존재이며, 유명 지휘자 비에라를 동경하면서 지휘를 목표로 해 독학으로 공부를 하고 있다. 피아노과였다가 지휘과로 전과를 하려고 하나 일본을 방문한 슈트레제만에게 지휘를 배우게 되고 또 슈트레제만에 의해 S오케스트라에 부지휘자에 임명되고, 결국 정지휘자까지 된다.
어릴 적의 비행기 사고와 바다에 빠진 경험이 트라우마가 되어 비행기를 타고 국외에 나올수 없게 되었지만, 노다메의 최면술에 의해 극복하게 된다.

### 그외 등장 인물
- 미네 류타로 : 중화요리 식당의 외동아들로 심한 파파보이이자 치아키의 친구라고 말하고 다니는데 '록 바보'라고 불릴 정도로 록에 빠진 나머지 성적 부진으로 1년 유급된 바가 있는 바이올린과 3학년 음대생이자 오케스트라 콘서트마스터 역 - 에이타
- 미키 키요라 : 세계적인 바이올니스트 카이 둔의 제자인 바이올린과 음대생이자 오케스트라 콘서트마스터 역 - 미즈카와 아사미
- 오쿠야마 마스미 : 치아키를 좋아하는 동성애적 성향을 가졌으며 팀파니 등 타악기에 재능이 있는 관현악과 음대생 역 - 코이데 케이스케
- 타가야 사이코 : 어린시절 비행기 추락사고 트라우마에서 빠져나오지 못하는 치아키가 성장하지 못하자 미련없이 떠나버린 여자친구이지만 여전히 미련을 버리지 못하고 있는 악기회사 가문의 성악과 음대생 - 우에하라 미사
- 오코치 마모루 : 치아키를 싫어하지만, 그와 비슷하게 되고 싶어 옷차림부터 행동까지 따라하는 지휘과 음대생 역 - 엔도 유야
- 사쿠 사쿠라 : 작은 몸과 다르게 거식가로, 바이올린 컬렉션에 미쳐있는 아버지 때문에 학비와 생활비를 마련하느라 아르바이트와 음악을 병행하는 것이 힘들어 그만 두려고 했지만 주위의 도움으로 아빠를 설득해 음악에 전념할 수 있게 된 움직이는 콘트라베이스 관현악과 음대생 역 - 사에코
- 프란츠 폰 슈트레제만 : 세계적인 오케스트라 마에스트로이지만 '변태에로 영감'으로 불리는 치아키의 스승 역 - 다케나카 나오토
- 쿠로키 야스노리 : 무사라는 별명을 가진 오보에를 전공한 음대생 역 - 후쿠시 세이지 (제6화부터 등장)
- 키무라 토모히토 : 타 대학 첼로 전공 음대생 역- 하시즈메 료 (제6화부터 등장)
- 타카하시 노리유키 : 국제 바이올린 콩쿨에서 3위에 수상한 바가 있는 바이올린 전공자 역 - 기무라 료 (제10화, 최종화 등장)
- 이시카와 레이나 - 이와사 마유코
- 다나카 마키코 - 타카세 유키나
- 타마키 케이지 - 콘도 코엔
- 하시모토 요헤이 - 사카모토 마코토
- 스즈키 모에 - 마츠오카 리나코
- 스즈키 카오루 - 마츠오카 에미코
- 이와이 카즈시 - 야마나카 타카시
- 카네시로 시즈카 - 코바야시 키나코
- 이노우에 유키 - 후카다 아키
- 가나이 켄토 - 코지마 텐텐
- 아이자와 마이코 - 사쿠라이 치즈
- 카타야마 토모하루 - 나미오카 카즈키
- 모모다이라 미나코 : 슈튜레제만과 학창시절 친구이자 피아니스트 출신의 음악대학 이사장 역 - 아키요시 구미코 (어린 시절: 이나바 루나)
- 미네 타츠미 : 샌드위치 등 모든 요리를 소화하는 훌륭한 음식솜씨를 가진 중화요리 식당 주인이자 미네 류타로의 아버지 역 - 이부 마사토
- 에토 코조 : 엘리트만 특별히 가르치는 음대 피아노과의 유능한 교수로서 치아키의 레슨을 담당하다가 교체된 이후에는 노다메의 레슨을 하면서 콩쿨 준비해 주는 역 - 토요하라 코스케
- 에토 카오리 : 에토 코조의 부인 역 - 시라이시 미호
- 타니오카 하지메 : 음대 피아노과 교수이자 노다메 스승 역 - 니시무라 마사히코
- 사쿠 히데미 - 마스 타케시
- 미요시 세이코 : 치아키의 엄마 역 - 쿠로다 치에코
- 노다 타츠오(메구미의 아버지) - 이와마츠 료 (최종회만 등장)
- 노다 요코(메구미의 어머니) - 미야자키 요시코 (최종회만 등장)
- 노다 요시타카(메구미의 남동생) - 베토 유키 (최종회만 등장)
- 노다 키사부로(메구미의 할아버지) - 에토 칸사이 (최종회만 등장)
- 노다 시즈요(메구미의 할머니) - 오오카타 히사코 (최종회만 등장)
- 하나자쿠라 선생 : 노다메가 트라우마를 갖게 된 어린시절 다소 폭력적이었던 피아노 선생 역- 누마자키 유 (최종회만 등장)
- 사쿠마 마나부 : 클래식 전문지 ClassicLife에 기고하는 음악평론가 역 - 오이카와 미츠히로
- 카와노 케이코 : 클래식 전문지 ClassicLife 기자 역 - 하타노 히로코
- 엘리제 : 슈트레제만 마에스트로의 비서 겸 매니저 역 - 키치세 미치코
- 사이토 - NAOTO
- 하야카와 : 치아키가 전 여자친구의 남자친구로 알고 있는 지휘과 음대생 역 - 스와 마사시
- 스가누마 사야 : 외모는 부족하지만 성악과 내에서 악기회사 가문의 음대생 사이코 경쟁우위의 강력한 라이벌 - 이노우에 요시코
- 세가와 유토 : 여자 주인공이 어린시절 피아노 선생에게서 함께 배웠던 또래 아이 역 - 이토 타카히로 (어린 시절: 오가와 코키)
- 카이·둔 : 슈트레제만과 음대 동급생이자 유명한 바이올리니스트 역 - 존 헤이즈
- 키쿠치·토오루 : 타 대학 첼로 전공 음대생 역 - 무카이 오사무
- 키무라·토모히토 : 타 대학 바이올린 전공 음대생 역

### 그외 게스트 출연
- 마츠모토 히토시 - 본연 역
- 나가오카 마미 - 본인 역

노다메 칸타빌레 신춘 스페셜 in 유럽
- 웬츠 에이지
- 벡키
- 야마다 유
- 카타기리 하이리
- 빈센트 기리
- 네코제 츠바키
- 야마구치 사야카
- 이시이 마사노리
- 미우라 료스케
- 로잔나
- 누쿠미즈 요이치
- 다니엘 칼
- 세인 카뮤

## 제작진
- 원작 : 니노미야 토모코 (고단샤 "Kiss"연재)
- 각본 : 에토 린
- 음악 : 핫토리 타카유키
- 음악 감수 : 모테기 다이스케
- 음악 프로듀서 : 토노무라 케이이치
- 음악 제작 / 협력 : 소니 뮤직 엔터테인먼트, 후지 퍼시픽 음악 출판
- 원안 협력 : 후쿠이 쿄스케, 나카츠카 야스히로, 후지이 요시히사 (고단샤 "월간 Kiss" 편집부)
- 편성 : 다테마츠 히데아키
- 프로듀서 : 와카마츠 히로키, 시미즈 카즈유키
- 연출 : 타케우치 히데키, 카와무라 타이스케, 타니무라 마사키
- 제작 : 후지 TV 드라마 제작 센터

## 주요 촬영지(대학)
- 센조쿠가쿠엔대학 음악 대학
- 도호 음악 대학
- 쇼와 음악 대학
- 우에노가쿠엔대학
- 파리 국립 고등 음악원(파리 음악원) (신춘 스페셜)

## 원작과의 차이점
드라마의 시나리오는 원작을 가능한 한 존중하려고 했지만, 세부적으로는 많은 차이점을 찾아볼 수 있다.
먼저, 방영 시기에 맞추기 위해 드라마는 시간 진행이 가을부터 12월 25일까지로, 약 3개월로 설정되어 있다. 원작의 일본편은 초여름부터 졸업식까지(단행본 제10권, Prelude to Lesson 53)로 설정되어 있다. 결국, 이 사이의 기간을 맞추기 위해 많은 부분등이 삭제되었다.
그리고 촬영이 곤란하거나, 영상으로 방영되면 이해하기 어려운 장면, 기술적인 제약, 사회적인 제약, 제작 연대의 차이 등도 변경되거나 삭제된 부분이 있다.

### 구체적인 차이점
- 드라마에서 비에라 선생님과 치아키의 회화는 영어로 진행이 된다. 그러나, 원작에서는 독일어로 진행된다.
- 해외 촬영이 시작되던 2006년 여름, 오스트리아 빈은 촬영 적기가 지나버렸다. 결국 체코의 프라하가 해외 촬영지가 되게 되었다.
- 원작에서는 노다 메구미가 2학년, 치아키 신이치는 3학년이었다. 드라마에서는 그러나 각각 3학년, 4학년이다.
- 노다메와 치아키가 처음으로 만난 다음날, 노다메가 치아키에게 벨트를 내밀었을때, 치아키는 빼앗아서 던져 버린다. 원작에서는 치아키는 벨트를 빼앗으려고 하지 않고, 노다메로부터 도망쳐 버린다.
- 마스미가 치아키 앞에서 창피를 당해 버렸을때, 지휘자는 후지 테레비의 아나운서 카루베 신이치였다.
- 노다메의 방에서 미네 류타로가 추가 시험 연습을 할 때, 마스미도 방에 와 있었다. 그러나, 원작에서는 마스미는 오지 않았다.
- 사쿠라의 아르바이트 장소는 편의점이나 도시락 가게로 추측된다. 그러나, 원작에서는 경비원이었다.
- 치아키가 S오케스트라를 해산한다고 했을 때, 사쿠라가 S오케스트라를 계속 하고 싶은 이유로 '처음으로 오케스트라에 선택되어서.'라고 한다. 원작에서는 그냥, '오케스트라를 하고 싶다.'라고 말한 뿐이다.
- 중화요리점 우라켄에서 교수들이 'S오케를 해산 시키죠.'라고 말했을 때, 류타로의 아버지는 위협적인 태도를 취하며 '괜찮으면 새로운 메뉴도 시작했으니까.'라고 말하며 '타도, A오케 라면'이라는 벽보를 가리키고 있다. 원작에서는 교수들에게 위협적인 태도를 나타내지 않으며, 또한 새로운 메뉴도 없었다. 그러나, 그림자로는 '타도 A오케'에 불타하고 있었다.
- 교수님들이 우라켄에서 미네 류타로를 칭찬하는 것을 들은 류타로의 아버지는 'S오케 존속, 정식으로 시작했습니다.'라고 기뻐하고 있다. 그런나, 원작에서는 미소를 지으면서 미네를 칭찬한 교수가 부탁한 파르페의 아이스크림을 많이 서비스하고 있다.
- 번개가 치는 날에, 노다메가 컴퓨터에서 제작하고 있던 것이 치아키에 대한 사랑의 스크린 세이버라고 추정된다. 그러나, 원작과 애니메이션에서는 폰트의 인스톨이었다.
- 슈트레제만이 매니저인 엘리제에 의해 독일에 돌려보내지게 될 때, 경찰차에 태워서 보내지게 되었다. 그러나, 원작과 애니메이션에서는 헬리콥터에 실린다. 아마 스폰서 관계일 것이라고 추측된다.
- S오케스트라의 해산이 학원제의 종료후로 표시되고 있다. 원작과 애니메이션에서는 치아키의 졸업 때 해산이 된다.
- R☆S오케스트라의 2번째 공연이 크리스마스 콘서트이다. 원작은 '뉴 이어 콘서트(New Year Concert)'이다.

## 기타
- 이 드라마에는 「전차남」, 「워터 보이즈」, 「스윙걸즈」에 출연했던 배우들이 상당히 출연하고 있다. '스윙걸즈'에 출연했던 배우로는 노다메 역의 우에노 주리와 슈트레제만 역의 타케나타 나오토가 있으며, '워터 보이즈에 출연했던 배우로는 치아키 역의 타마키 히로시, 마스미 역의 코이데 케이스케, 미네 역의 에이타, '전차남'에 출연했던 배우로는 미네 역의 에이타 등이 있다.
- 치아키 신이치의 연주 장면을 담당한 키요즈카 신야는, 2007년에 공개된 영화 「신동」에서도 활약하고 있다.
- 일본편의 최종이야기인 크리스마스 공연은 산토리 홀(Suntory Hall)에서 열렸는데, 이 콘서트의 관객은 CD 구매자가 엽서로 응모를 할 수 있었다. 또한, 다른 연주 장면에서도 휴대 전화 등으로 모집되었다.
- 2006년 12월 25일의 노다메 칸타빌레 최종회의 PR에서는 우에노 쥬리와 타마키 히로시가 출연했다.
- 드물게 스페셜판이 제작되고 있다. 2000년대 후반으로 두편이 있는데, HERO가 한편 있었고, 또 한개가 '노다메 칸타빌레'이다.
- 대한민국에서는 국내 케이블(MBC 드라마넷)에서 방송되어, 시청률이 2%를 기록해, 케이블 TV로서는 높은 인기를 얻었다. 그외 홍콩, 중화민국 등 아시아 전역에 방송되어 큰 인기를 끌었다.

## 방영일 및 부제, 시청률
시청률은 다음과 같다.
| Lesson 1                                  | 2006년 10월 16일 | 변태 피아니스트 VS 이몸은 지휘자의 랩소디               | 18.2% |
| Lesson 2                                  | 2006년 10월 23일 | 낙오한 변태 오케! 파란의 시작!?                         | 16.1% |
| Lesson 3                                  | 2006년 10월 30일 | 약소한 오케스트라 대 핀치! 사랑은 가난을 구할 수 있을까 | 18.4% |
| Lesson 4                                  | 2006년 11월 6일  | 키스 될까! 감동의 정기 연주회 배틀!!                    | 18.3% |
| Lesson 5                                  | 2006년 11월 13일 | 안녕 거장! 사랑의 축제 오케스트라 대결!!                | 19.9% |
| Lesson 6                                  | 2006년 11월 20일 | 안녕 S 오케스트라! 눈물의 해산식 & 사랑의 2대의 피아노  | 17.5% |
| Lesson 7                                  | 2006년 11월 27일 | 새로운 오케스트라 시동! 엇갈리는 사랑에 파란의 예감!?   | 19.4% |
| Lesson 8                                  | 2006년 12월 4일  | 신성 오케스트라 첫 출진! 트라우마 극복에 흔들리는 사랑  | 19.2% |
| Lesson 9                                  | 2006년 12월 11일 | 콩쿨 VS 유학! 해결책은 이별의 예감!?                    | 19.3% |
| Lesson 10                                 | 2006년 12월 18일 | 파란의 콩쿨! 고백과 눈물의 마지막 장!!                  | 18.7% |
| Last Lesson                               | 2006년 12월 25일 | 안녕 노다메! 눈물의 크리스마스 공연                     | 21.7% |
| 평균 시청률: 18.8%                        |                  |                                                         |       |
| (시청률은 간토 지방·비디오 리서치사 조사) |                  |                                                         |       |

- 노다메 칸타빌레는 각 화 구분을 'Lesson'이라고 하고 있다.
- 평균 시청률은 18.8%, 순간 최고 시청률은 24.0%이다.

### 스페셜 드라마
- 파리 유학 이후를 담은 것으로, 만화책의 15권까지의 내용을 편집, 각색하였다. 2시간짜리 2회로 제작되었다.

| 각 화            | 방송일         | 제목                                                                | 시청률 |
| ---------------- | -------------- | ------------------------------------------------------------------- | ------ |
| Special Lesson 1 | 2008년 1월 4일 | 사랑도 음악도 새로운 신장 돌입 변태 & 이몸! 꿈의 지휘 콩쿨 대결전!! | 18.9%  |
| Special Lesson 2 | 2008년 1월 5일 | 라이벌 출현으로 파란만장! 첫 리사이틀과 두 사람의 사랑의 결말은!?   | 21.0%  |

## 음반·DVD
- 노다메 칸타빌레 DVD-BOX

2007년 5월 25일에 발매된 DVD-BOX는 보통 10,000 세트가 판매되면, 드라마의 DVD에서 초회판으로 셀 대여 포함하여, 판매량 50,000 세트를 넘는 대히트를 기록했다. 또한 드라마의 DVD로는 이례적으로 오리콘 첫 등장 7위 (6월 4일자 "주간 DVD 챠트")을 획득했다.
- CD

1. "노다메 칸타빌레" 오리지널 사운드 트랙
2. 노다메 칸타빌레 베스트 100 【완전 생산 한정반】
3. 노다메 칸타빌레 베스트 100 【통상 판】
4. 노다메 칸타빌레 캐릭터 셀렉션 미루 히와 동료들 편
5. 노다메 칸타빌레 캐릭터 셀렉션 노다메 편
6. 노다메 칸타빌레 캐릭터 셀렉션 치아키 편
7. "노다메 오케스트라"LIVE!
8. "노다메 오케스트라"STORY!
9. "노다메 칸타빌레 스페셜 'BEST!
10. 방귀 체조 (우에노 쥬리)
11. 노다메 칸타빌레 몽구스 박스
12. 노다메 칸타빌레 컴플리트 BEST 100 (초회 한정반) (DVD 포함)
13. 노다메 칸타빌레 컴플리트 BEST 100 (통상 반)

| 후지 TV 월요 드라마            | 후지 TV 월요 드라마                        | 후지 TV 월요 드라마                                          |
| 이전 작품                      | 작품명                                     | 다음 작품                                                    |
| ------------------------------ | ------------------------------------------ | ------------------------------------------------------------ |
| 사프리 (2006.7.10 - 2006.9.18) | 노다메 칸타빌레~ (2006.10.16 - 2006.12.25) | 도쿄 타워 ~엄마와 나와, 때때로, 아빠~ (2007.1.8 - 2007.3.19) |

## 같이 보기
- 니노미야 도모코
- 노다메 칸타빌레 : 원작 만화
- 노다메 칸타빌레의 등장인물 목록
- 베토벤 바이러스 : 대한민국의 텔레비전 드라마 MBC 수목드라마(2008년)
- 내일도 칸타빌레 : 대한민국의 텔레비전 드라마 KBS 월화드라마(2014년)